# Cmentarz wojenny w Goźlicach
Cmentarz wojenny w Goźlicach – zabytkowy cmentarz (mogiła) z okresu I wojny światowej znajdujący się w gminie Klimontów, w powiecie sandomierskim, usytuowany obok cmentarza parafialnego. Wpisany do rejestru zabytków razem z cmentarzem parafialnym: nr rej. zab.: 385/88.
Cmentarz pierwotnie miał kształt zbliżony do prostokąta o wymiarach około 15 m x 10 m i powierzchni około 150 m². Pierwotnie otoczony drewnianym ogrodzeniem z drutem kolczastym. W roku 1929 cmentarz został wyremontowany. Utworzono dwie mogiły zbiorowe i 3 pojedyncze oraz ustawiono 11 krzyży dębowych z napisami. 
Na cmentarzu pochowanych jest łącznie 100 żołnierzy poległych w I wojnie światowej w okolicach w latach 1914–1915:
- 11 żołnierzy austriackich,
- 89 żołnierzy armii carskiej

Obecnie na miejscu cmentarza pozostał pomnik z kamienną tablicą z napisem GRÓB NIEZNANEGO ŻOŁNIERZA. W ostatnich latach mogiłę otoczono ogrodzeniem i umieszczono na niej krzyż z napisem:
"Cmentarz wojenny z lat 1914 – 1915 "Goźlice" Pamięci żołnierzy poległych w I wojnie światowej Chwała poległym"